# Mu Columbae
Mu Columbae (She, 45 Columbae) é uma estrela na direção da constelação de Columba. Possui uma ascensão reta de 05h 45m 59.89s e uma declinação de −32° 18′ 23.0″. Sua magnitude aparente é igual a 5.18. Considerando sua distância de 1294 anos-luz em relação à Terra, sua magnitude absoluta é igual a −2.81. Pertence à classe espectral B1IV/V. Possui uma expressiva velocidade própria.